# Ancienne synagogue d'Osnabrück (1906-1938)

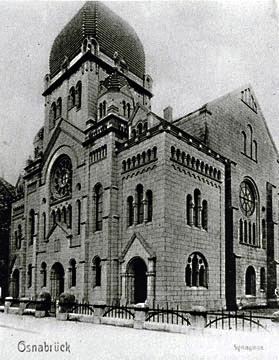
La synagogue vers 1910.

L'ancienne synagogue d'Osnabrück située au 3-5 Rolandstraße (maintenant Alte-Synagogen-Straße), a été inaugurée en 1906 et comme la majorité des synagogues et lieux de culte juif en Allemagne, sera détruite par les nazis en 1938.
Osnabrück est une ville allemande dans le Land de Basse-Saxe. Elle compte actuellement un peu moins de 160 000 habitants.

## Histoire de la communauté juive

### Le Moyen Âge: les premières communautés
La première installation de Juifs dans la ville hanséatique d'Osnabrück date de la fin du XIIIe siècle. À la demande de l'évêque d'Osnabrück, à la recherche de prêteurs fortunés, d'autres Juifs s'installent en ville au XIVe siècle. Les familles juives s'installent à l'ouest de la cathédrale située dans la Schweinestraße (actuellement Marienstraße), près du marché. C'est là que se trouve la première synagogue et à la fin du XIVe siècle une école juive dans la Redlinger Straße. 
Lors de l'épidémie de peste noire en 1348-1349, la communauté juive est massacrée comme dans de nombreuses autres villes germaniques. L'évêque en profite pour accaparer des biens des victimes. Quelques années plus tard, quelques Juifs se réinstallent en ville. Par crainte de la concurrence, les guildes et les corporations de la ville demandent l'expulsion des Juifs d'Osnabrück, mais ceux-ci sont protégés par les évêques qui depuis le milieu du XIVe siècle possède un droit régalien sur les Juifs et assurent leur défense contre le conseil municipal, afin pouvoir continuer à bénéficier du Schutzgeld (taxe de protection), régulièrement augmentée.  
À la fin du XIVe siècle, la communauté juive reçoit de la ville un terrain situé au-delà Heger-Tor (Porte Heger) sur le Bergstiege qui devra rester à perpétuité un cimetière juif et ne pourra en aucune manière être utilisé pour une autre fonction. Auparavant, les Juifs d'Osnabrück enterraient leurs morts dans un terrain près de la Natruper Tor.
Après la levée de l'interdiction du prêt à intérêt pour les Chrétiens, les Juifs deviennent de nouveau inutiles. Ils doivent alors quitter la ville. Les Juifs sont expulsés en 1425 et la communauté juive est dissoute, mais comme le suggère une ordonnance épiscopale de 1431, renouvelée en 1441, des Juifs ont continué à vivre à Osnabrück jusqu'au milieu du XVe siècle.

### XIXeetXXesiècle jusqu'à l'arrivée des nazis
Pendant les 350 années suivantes, jusqu'en 1808, les Juifs ne sont autorisés à demeurer en ville que pendant la journée, en transit ou sur les marchés aux bestiaux.
Une communauté juive se reforme seulement en 1810, pendant la période napoléonienne, quand les restrictions à l'égard des Juifs sont temporairement levées. On compte alors 25 Juifs répartis en 8 familles. Cette liberté est supprimée avec le rattachement de la ville au royaume de Hanovre. Les Juifs ne sont seulement tolérés, entrainant des conflits avec les guildes et les associations de commerçants. Il n'y a plus que 4 familles juives en 1840. 
En 1866, après la guerre austro-prussienne, le royaume de Hanovre est annexé par le royaume de Prusse et les conditions de vie des Juifs s'en trouvent nettement améliorées. Le nombre de Juifs à Osnabrück qui était de 51 en 1861, passe à 138 en 1871 puis 394 en 1880 soit 1,24 pour cent de la population totale de la ville.  
La communauté juive d'Osnabrück tient ses premiers offices religieux dans des maisons privées, puis dans une maison achetée aux Franciscains, jusqu'à la construction d'une synagogue en 1906.  Une école primaire juive est ouverte en 1885 au cloître des Franciscains. Devenue trop petite, une nouvelle école est construite en 1919 près de la synagogue dans la Rolandstraße. 
La ville d’Osnabrück n'aura un rabbin que pendant cinq ans. Sinon, elle dépend du rabbinat du Land situé à Emden, avec lequel les relations sont souvent conflictuelles, en raison entre autres du paiement irrégulier de la redevance due au rabbinat d'Emden, et aux critiques faites par les rabbins orthodoxes d'Emden sur les règles religieuses plutôt réformiste appliquées à Osnabrück.  
Dès le retour des Juifs à Osnabrück au XIXe siècle, ceux-ci obtiennent la permission de la ville pour utiliser le vieux cimetière juif du Moyen Âge, situé sur le Bergstiege. Mais en raison de l'extension de la ville, le cimetière est fermé en 1876, contre les vœux de la communauté juive, et un nouveau lieu d'inhumation est offert sur la Magdalenenstraße, près de la Johannistor. Quant au début des années 1890, des parties du terrain de l'ancien cimetière sont nécessaires pour une extension des voies de communication, les tombes sont ouvertes et les dépouilles sont transférées au nouveau cimetière aux frais de la municipalité. 
Bien qu'il n'y ait pas d'uniformité dans les pratiques religieuses au sein de la communauté juive d'Osnabrück, il existe quand même une vie communautaire intense marquée par la tradition juive, avec entre autres de nombreuses œuvres charitables, des clubs de jeunes et des clubs sportifs juifs.  

### La période nazie
La population juive est de 399 personnes en 1910, 454 en 1925 et 435 en 1933 à l'arrivée des nazis au pouvoir. Dès décembre 1928, le petit groupe local nazi appelle au boycott des magasins juifs. Cet appel au boycott des commerces, entreprises, avocats et médecins juifs est généralisé dans toute l'Allemagne le 1er avril 1933. Dans les années qui suivent, les actes antisémites se multipliant, la plupart des habitants juifs d'Osnabrück fuient la ville, se réfugiant dans les grandes villes ou quittant l'Allemagne. Entre 1933 et 1937, plus de 250 citoyens juifs ont quitté la ville. En octobre 1938, on ne compte plus que 150 habitants juifs à Osnabrück. Avec cet exode, la communauté juive se trouve en difficulté financière et décide en 1936 de vendre la synagogue et son terrain à la ville. La municipalité refuse l'offre, probablement dans l'intention de faire descendre le prix. 
Au matin du 10 novembre 1938, les membres de la SA mettent le feu à la synagogue de la Rolandstraße. Les commerces et les habitations des Juifs sont pillés et vandalisés et le nouveau cimetière juif désacralisé. Tous les hommes juifs en dessous de 55 ans sont arrêtés et détenus dans les caves du château avant d'être transférés aux camps de concentration de Buchenwald et de Sachsenhausen, où ils seront détenus pendant plusieurs mois. À l'instigation du Kreisleiter, le maire, Dr. Erich Gaertner, ordonne le jour même de l'incendie, pour des raisons de politique des constructions, la destruction totale de la synagogue.   
Plus de la moitié des 150 Juifs vivant encore à Osnabrück lors de la nuit de Cristal vont quitter la ville au cours des deux années suivantes. Les 65 Juifs restants, principalement des personnes âgées, sont regroupés dans des Judenhäuser (maisons des juifs). Le 13 décembre 1941, a lieu la première déportation de Juifs du district d'Osnabrück. 500 Juifs  sont rassemblés dans le gymnase de l'école de Pottgraben avant d'être déportés à Riga. Au cours de plusieurs autres transports, tous les Juifs du district de la Gestapo de Bielefeld sont relocalisés à l'Est, vers Riga, Theresienstadt et directement les camps d'extermination. Encore en février 1945, six Juifs mariés à des non-Juifs sont déportés d'Osnabrück à Theresienstadt. Au total, plus de 150 Juifs d'Osnabrück périssent pendant la Shoah.  
Au printemps 1941, les troupes allemandes envahissent la Yougoslavie. 300 000 soldats et officiers yougoslaves sont faits prisonniers et parmi eux 400 officiers juifs. Tout d'abord emprisonnés avec leurs camarades dans les Oflags de Nuremberg-Langwasser et Osnabrück-Eversheide, ces derniers sont transférés au printemps 1942 dans un camp pour prisonniers juifs à Osnabrück appelé D-Lager avant d'être déportés vers l'Est. 

## Histoire de la synagogue

### Construction de la synagogue
Au Moyen Âge, la communauté juive possède déjà ses synagogues à Osnabrück. L'une d'elles est située dans la Schweinestraße (rue du cochon), renommée plus tard Marienstraße et une autre dans la Redlingerstraße. Aucune des deux ne subsiste.
Au XIXe siècle, la communauté juive d'Osnabrück tient ses premiers offices religieux dans des maisons privées, puis dans une maison achetée en 1872 aux Franciscains. 

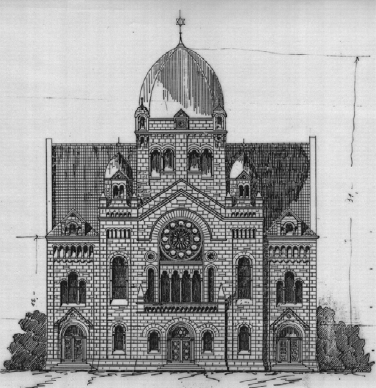
Plan architectural de la façade

En 1905, la communauté juive en pleine expansion compte 474 membres. Elle décide alors de faire construire une nouvelle synagogue sur un terrain situé 3-5 Rolandstraße (actuellement la Alte-Synagogen-Straße). L'architecte de Cologne, Sigmund Münchhausen, conçoit un édifice de style historicisme, à plusieurs niveaux avec un dôme, à proximité immédiate du bâtiment du gouvernement. La pose de la première pierre a lieu le 12 septembre 1905, et l'inauguration solennelle par le rabbin du Land, Loeb, le 13 septembre 1906. Le journal local  Osnabrücker Tageblatt décrit la cérémonie:
« La nouvelle synagogue de la communauté juive locale a été inaugurée hier de façon solennelle, la cérémonie de la pose de la première pierre ayant eu lieu le 12 septembre de l'année dernière. En un an, sous la direction artistique de l'architecte Münchhausen de Cologne a surgi un bâtiment monumental sur la Rolandstraße qui sert non seulement la communauté juive pour sa plus grande gloire et honore son maître d'œuvre, mais est considéré à juste titre comme un ornement de la ville et plus précisément de sa partie occidentale. La maison de Dieu est conçue en style roman moderne et fait sur l'observateur une impression de dignité… À la cérémonie d'inauguration d'hier, non seulement les membres de la communauté juive, mais aussi de nombreux invités d'ici et d'ailleurs s'étaient rassemblés dans la maison de Dieu, où la fête débuta par un chant choral avec un accompagnement orchestral. Auparavant, avait eu lieu l'acte solennel de la remise de la clef devant la Maison de Dieu. »
L'article reprend ensuite en détail l'ensemble des discours des différentes personnalités, ainsi que le sermon du rabbin avant de décrire la fin de la cérémonie: 
« Vers 6 heures, les festivités de soirée ont débuté par un banquet dans la salle blanche de la maison des associations, auquel a participé une joyeuse compagnie d'environ 300 femmes et hommes. Après le discours de bienvenue du président de la communauté, le banquier Blumenfeld,… le rabbin d'État, Dr Löb, porta un toast à l'empereur avec les paroles suivantes : "Nous avons ce matin honoré Dieu, car nous avons bâti une maison de Dieu, et nous voulons aussi à cette heure remplir notre devoir patriotique envers le Roi qui nous gouverne sur cette terre de façon miséricordieuse… unanimement, nous voulons dire que nous ne sommes pas uniquement des juifs  mais aussi citoyens allemands, et que nous voulons souligner nos droits et nos devoirs comme citoyens allemands. Les hommes, les familles, les communautés d'un peuple doivent être fermement liés ensemble". »
La synagogue peut accueillir 400 fidèles. Les hommes et les femmes sont séparés et la communauté étant réformée, un orgue a été installé dans la synagogue. Sur le même terrain que la synagogue, mais séparé d'elle se trouve un bâtiment de quatre étages occupé par l'école juive et des appartements de fonction.  
Pendant plus de 30 ans, la synagogue va être le centre cultuel et culturel de la communauté juive d'Osnabrück.

### 1937: négociation de vente
Après l'arrivée au pouvoir des nazis en 1933, la communauté juive se trouve dans une situation difficile, ses membres sont persécutés et nombreux sont ceux qui décident d'émigrer. Dès 1937, la Gestapo d'Osnabrück dont le siège se trouve dans l'aile ouest du château et qui dispose de cinq cellules de détention et de torture dans les sous-sols, cherche à s'agrandir et à bâtir une prison et un garage.  Le bourgmestre d'Osnabrück, Erich Gaertner, propose également, que soit ajouté à côté du château, un hangar de stockage et une zone non bâtie de divertissement.
En plus, le bâtiment gouvernemental construit en 1893-1896 en style néo-Renaissance et ancien siège du Gouvernement royal de Prusse, doit être agrandi. Pour cette raison, la ville désire acheter le bâtiment de la synagogue voisine. Une note du ministère des finances conseille à la ville de l'acheter à la communauté juive qui n'est plus puissante, pour un prix d'environ 74 000 reichsmarks et à l'État contre une indemnité de 10 000 reichsmarks d'acheter le grand terrain d'environ 1 600 m², qui offre, après démolition de la synagogue, la seule possibilité pour un agrandissement suffisant du bâtiment du gouvernement. Une visite du site a lieu après approbation du Ministère des Finances le 20 juin 1938.

### Destruction, démolition et vente forcée du terrain
Lors de la nuit de Cristal, du 9 au 10 novembre 1938, la synagogue est pillée et incendiée. Le même jour, 90 fidèles sont regroupés dans les cellules de la Gestapo avant  d'être déportés quelques jours plus tard au camp de concentration de Buchenwald. Le bourgmestre Erich Gaertner ordonne, le jour même de l'incendie, la destruction totale du bâtiment pour des raisons de sécurité. 
La Caisse d'épargne de la ville (Stadtsparkasse), auprès de laquelle la communauté juive avait pris un prêt hypothécaire à hauteur de 18 254,11 reichsmarks, réclame le 11 novembre 1938 le paiement immédiat de 2 000 reichsmarks. La communauté n'est pas en mesure de payer ce montant, et donc le 14 novembre 1938, la Caisse d'épargne de la ville entame la procédure d'exécution forcée. La vente judiciaire de la synagogue et du bâtiment de l'école est programmée pour le 2 mars 1939. La valeur du terrain est estimée légalement à 65 000 reichsmarks. L'offre retenue est celle de la Caisse d'épargne de la ville pour la somme dérisoire de 850 reichsmarks. Celle-ci par contrat du 23 novembre 1939, recède le terrain au gouvernement pour des travaux d'agrandissement. La ville prend en charge les frais engagés par la Caisse d'épargne. En retour, le gouvernement de la ville d'Osnabrück cède le terrain désiré autour du château.   
Le bâtiment de l'école est utilisé comme bureau des Jeunesses hitlériennes et du Service pour l’entretien des sépultures militaires. Les logements et le toit sont provisoirement réparés. L'extension du bâtiment gouvernemental est dans un premier temps repoussée.  
Le 10 février 1939 parait un article dans le journal Osnabrück Zeitung:   
« Le temple juif d'Osnabrück est détruit. La coupole de ce bâtiment qui brillait fortement, avec à son sommet le symbole de la race juive, l'étoile de David, devait révéler au monde la puissance énorme du judaïsme dans notre belle vieille ville de Basse-Saxe. Normalement, ce temple devait servir soi-disant à des fins culturelles, mais en fait il était un lieu de réunion où les Juifs d'Osnabrück se réunissaient pour discuter de la conquête du pouvoir politique, économique et culturel, et d'amener le peuple allemand sous leur joug… La SA est fière d'avoir empêché cela  »
Après la destruction de la synagogue, le peu de Juifs restant à Osnabrück se retrouvent le chabbat au 26 Möserstraße dans la maison des frères Flatauer. Puis jusqu'en décembre 1941, date de déportation des derniers Juifs d'Osnabrück, dans la maison de la veuve Stern au 31 Seminarstraße.  

## Après la fin de laSeconde Guerre mondiale

### Les procès
Quatre ans après la fin de la Seconde Guerre mondiale, neuf suspects responsables de la destruction de la synagogue et des arrestations de Juifs lors de la nuit de Cristal, sont arrêtés, dont le Ortsgruppenleiter du parti nazi, Erwin Kolkmeyer;. Il est condamné avec deux de ses hommes à une peine de 10 mois de prison. Le Kreisleiter, Wilhelm Muenzer, quant à lui, avait été acquitté lors d'un précédent procès.

### Le terrain de l'ancienne synagogue
Après la fin de la Seconde Guerre mondiale, une petite communauté juive est refondée en octobre 1945. Elle récupère le terrain de la synagogue en attendant le transfert définitif de propriété et installe une salle de prière dans l'école qu'elle utilise aussi comme habitation.
En novembre 1949, la communauté demande la restitution officielle du terrain, qui lui est refusée en raison des plans du gouvernement d'extension de ses bâtiments et pour des raisons urbanistiques. En 1952, la propriété du terrain est transférée à la Jewish Trust Corporation, chargée de réclamer la restitution des biens juifs, qui entre en conflit avec la communauté juive locale sur l'utilisation du terrain. En 1954, le terrain est acheté par le gouvernement à la Jewish Trust Corporation pour y construire, dans la rue nouvellement dénommée Alte-Synagogen-Straße, une extension à ses bâtiments existants.  
Les bâtiments officiels construits sur le site de la synagogue, abritent aujourd'hui le siège de la police d'Osnabrück et la section d'Osnabrück des autorités scolaires de Basse-Saxe. 

### La synagogue d'après-guerre
La communauté juive fera construire en 1967-1969, dans la rue In der Barlage une nouvelle synagogue avec un centre communautaire et des logements. Actuellement la communauté juive compte un peu plus de 1 000 personnes, principalement des personnes en provenance de l'ancienne Union Soviétique. 

### Les mémoriaux
Un premier complexe mémorial est érigé sur l'ancien site de la synagogue en 1949-1950. En 1978, une section de la Rolandstraße  est renommée Alte-Synagoge-Straße (rue de l'ancienne Synagogue) et trois plaques commémoratives sont apposées sur les murs de l'extension du bâtiment gouvernemental, du côté de cette rue. Elles comprennent une vue de la synagogue ainsi qu'une inscription en hébreu et une autre en allemand : 
« Pour rappeler la destruction insensée le 9 novembre 1938
 de la maison de Dieu de la communauté juive d'Osnabrück,
 qui se trouvait jusqu'alors dans cette rue.
Que ce lieu est redoutable!
 C'est ici la maison de Dieu
c'est ici la porte des cieux!
(Genèse 28:17) »
L'installation des plaques sur les bâtiments responsables de la destruction a été très critiquée par la communauté juive.

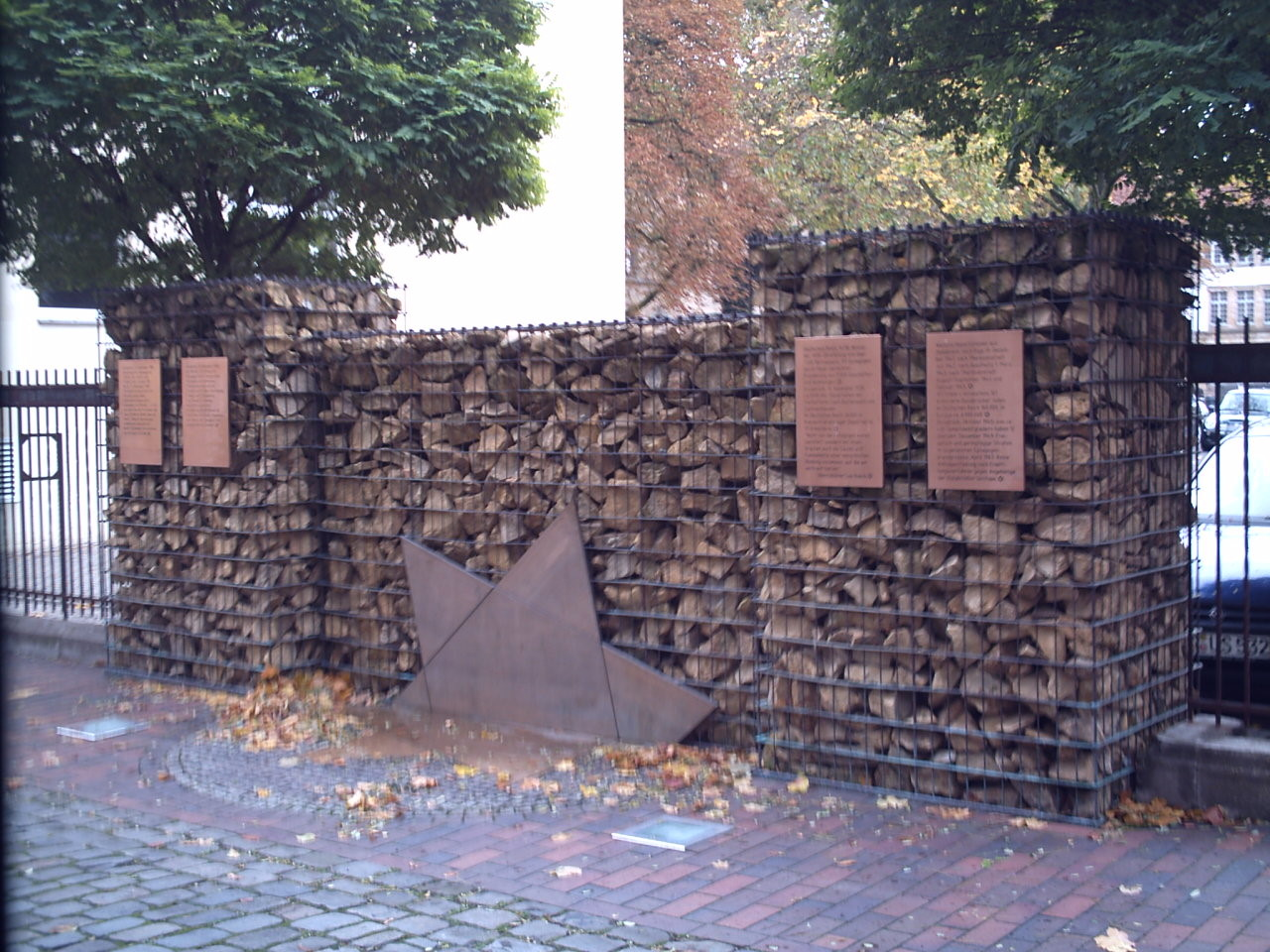
Le mémorial de 2004

En 2004, la construction du  «Mémorial de l'ancienne synagogue» sur les murs de fondation de l'ancienne école juive implique plus de 120 élèves en formation professionnelle et apprentis                  
Depuis 2007, des Stolpersteine ou pierres d'achoppement ont été incrustées dans les trottoirs de la ville devant les domiciles des victimes du nazisme. Les premières l'ont été devant la maison de la famille Silbermann au 20 Neue Straße. 

## Felix Nussbaum et la synagogue
Né en 1904 à Osnabrück, le peintre Felix Nussbaum, est mort assassiné au camp d'extermination d'Auschwitz en 1944. Il peint son portrait en 1926 dans la synagogue avec le Hazzan (chantre) Elias Abraham Gittelsohn. Il s'est représenté en bas à droite et le Hazzan à gauche. Le tableau porte le titre: Les deux Juifs (Intérieur de la synagogue d'Osnabrück) et donne des détails précis sur la synagogue. La peinture est actuellement en prêt à la maison Felix Nussbaum à Osnabrück. Construit par l'architecte Daniel Libeskind, et terminé en 1998, le musée possède une aile à l'endroit de l'ancienne synagogue.   

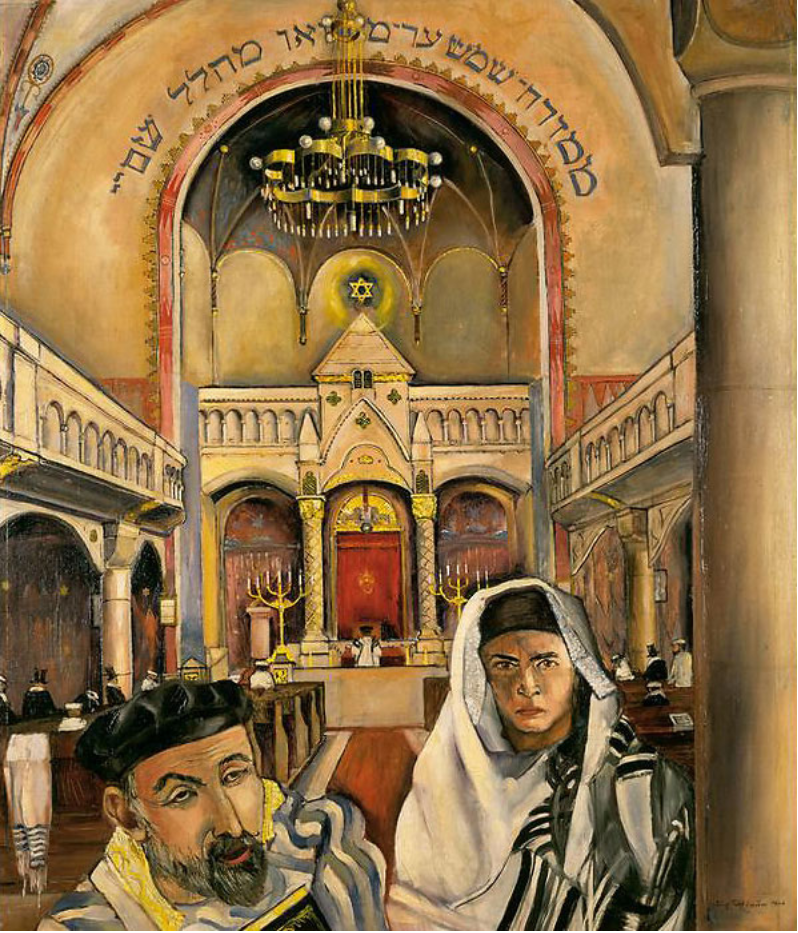
Les deux Juifs